# Mecolaesthus taino
Mecolaesthus taino är en spindelart som beskrevs av Huber 2000. Mecolaesthus taino ingår i släktet Mecolaesthus och familjen dallerspindlar. Inga underarter finns listade i Catalogue of Life.